# Будзиновский, Вячеслав Титович
Будзиновский Вячеслав Титович (30 января 1868, с. Баворов — 14 февраля 1935, Львов) — галицкий украинский политик, публицист и популяризатор, один из основателей Украинской Радикальной Партии а затем и УНДП.

## Биография
Родился в с. Баворовом настоящего Тернопольского района на Тернопольщине в селе учителя. Начальную школу и гимназию Вячеслав окончил во Львове. Учился на естественном отделении философского факультета Львовского университета.
21 марта 1889 отчислен за организацию собраний студентов Львова 8-9 марта в городской ратуше. Продолжил обучение на медицинском факультете университета в Вене. Здесь он познакомился со многими участниками общества «Сечь», углублял свои знания по экономике, политологии, социологии.
В 1890 издал во Львове научно-публицистическую брошюру «Культурная нужда австрийской Руси».
На ней написали свои рецензии: Владимир Охримович («Народ» — 1891, ч. 20-21), Иван Франко («Народ» — 1891, ч. 23). В течение 1893—1894 в «Народе» публикует ряд актуальных работ, ведет полемику с польской шляхтой, с «москвофилами». Хороший резонанс имела публикация в ЗНТШ «Аграрные отношения Галичины» (1894).
С упадком журнала «Народ» (после смерти М. Драгоманова) Будзиновский редактирует органы украинской Радикальной партии — газеты «Гражданский голос» и «Радикал».
В. Будзиновский со своими идеями «идет в массы», за что 1 апреля 1896 его арестовывают в Тернополе. Освобожденный после двухнедельной голодовки, он встречается с гимназическим товарищем Осипом Маковеем, который предложил приехать в Черновцы в редактировать газету «Труд» (именно в ней в 1897 благодаря В. Будзиновского появились первые новеллы Василия Стефаника).
После ликвидации газеты «Труд» Будзиновский возвращается в начале 1898 до Львова, работает в редакции ежедневной популярной газеты «Дело», становится вскоре редактором «Издательской союза». Его политический авторитет возрастает во время выборов в австрийский парламент (1897—1898).
Выйдя 1899 из Украинской Радикальной Партии,
В. Будзиновский при поддержке Михаила Грушевского и Ивана Франко создает украинский национал-демократическую Партию, основной целью которой было создание самостоятельного независимого украинского государства.
Посол в австрийский парламент (1907—1908). Когда в сентябре 1914 Львов заняли русские войска генерала Брусилова, Будзиновский переехал в Вену.
1927 основал левую с просоветскими тенденциями Украинскую партию труда, которой руководил до её ликвидации (1930).
Литературный псевдоним: «Скорбь В.»
Пишет и издает большую серию исторических повестей и рассказов:
- «Австрия или Польша» (1903),
- «Харьков» (1906),
- «Галицкие постулаты» (1907),
- «Наши гетманы» (Львов, 1907. — 187 с),
- «Гетман Мазепа» (1909).
- «Как Москва уничтожала Украину» (1917)
- «Есаул Подкова» (1920),
- «Под одну булаву» (1920)
- «История Украины» (Львов, 1924)
- Шли старики на муки: введение в историю Украины (1925)

Его перу также принадлежат такие популярные брошюры, как «Под крыльями Габсбургов», «мужицкая земля», «Хлопских средства», «мужицкий рай», «Государственные строения водные и дороги», «Наши права», «Избирательная программа», "Предостережение ", " Новейшие революции ", " Воровская рука ", " Хрунь и черт ", " Государство и русское крестьянство ", " Русском забастовку в 1902 г. "и др..
Автор научно-популярных работ на экономические темы:
- «Мужицкая владение» (1894),
- «Аграрные отношения в Галиции»,
- «Мужицкий страйк» (Черновцы, 1897. — 58 с),
- «Почвенный налог» (Черновцы, 1897. — 52 с.),
- «Крепостничество: Еи начало и отменено» (Черновцы, 1898. — 174 с).

Скончался 14 февраля 1935 года в Львове. Похоронен на Лычаковском кладбище.